# Ihor Duhinets
Ihor Oleksiyovych Duhinets (né le 20 mai 1956) est un athlète ukrainien, spécialiste du lancer du disque. 
En 1975, à Athènes il devient 3ème des championnats d'Europe junior d'athlétisme avec 53,70 m  
Représentant l'URSS, il remporte la médaille d'argent du lancer du disque aux championnats d'Europe 1982, devancé par le Tchécoslovaque Imrich Bugár.
Il se classe 6e des Jeux olympiques de 1980 à Moscou, et 11e des championnats du monde 1983, à Helsinki.
| Épreuve          | Marque  | Lieu | Date         |
| ---------------- | ------- | ---- | ------------ |
| Lancer du disque | 68,52 m | Kiev | 21 août 1982 |